# Backafall

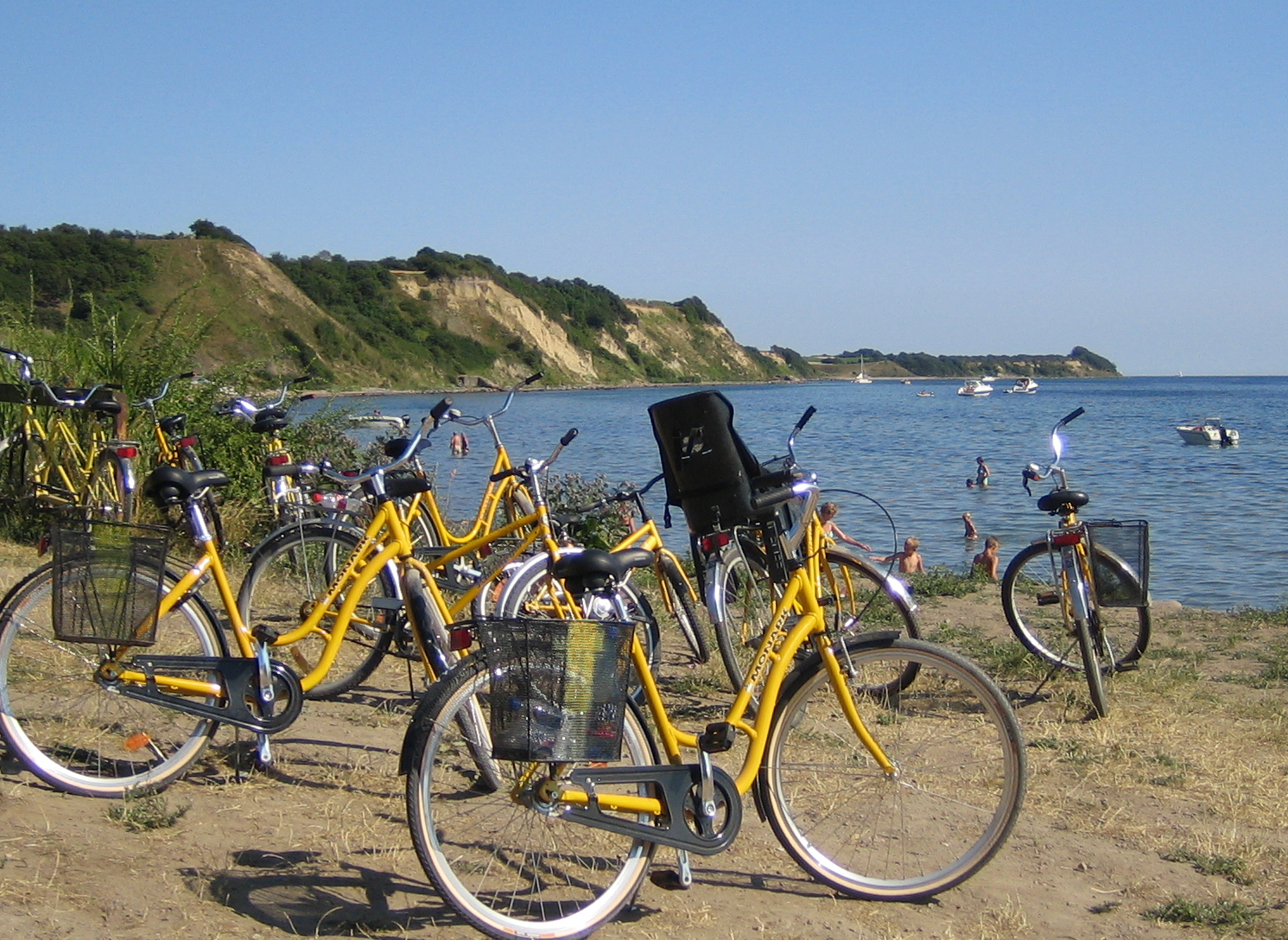
Backafall från Kyrkbacken

Backafall är namnet på abrasionsbranterna på södra delen av ön Ven i Öresund. De finns mellan byarna Kyrkbacken och Bäckviken. Backafall nämns i visan Flicka från Backafall (diktens namn: "Vid vakten"), med text av Gabriel Jönsson och musik av Gunnar Turesson.